# HC Veverská Bítýška
HC Veverská Bítýška (celým názvem: Hockey Club Veverská Bítýška) je český klub ledního hokeje, který sídlí ve městě Veverská Bítýška v Jihomoravském kraji. Založen byl v roce 1954 pod názvem TJ Jiskra Veverská Bítýška. Od sezóny 2017/18 působí v Blanenském okresním přeboru, páté české nejvyšší soutěži ledního hokeje. Klubové barvy jsou modrá, červená a žlutá.
Své domácí zápasy odehrává ve Velké Bíteši na tamějším zimním stadionu.

## Historické názvy
Zdroj:
- 1954 – TJ Jiskra Veverská Bítýška (Tělovýchovná jednota Jiskra Veverská Bítýška)
- ZDŠ Veverská Bítýška
- RICO Veverská Bítýška
- HC Veverská Bítýška (Hockey Club Veverská Bítýška)

## Přehled ligové účasti
Stručný přehled
Zdroj:
- 2008–2010: Žďárský okresní přebor (5. ligová úroveň v České republice)
- 2010–2011: Žďárský okresní přebor – sk. B (5. ligová úroveň v České republice)
- 2011–2013: Žďárský okresní přebor (5. ligová úroveň v České republice)
- 2013–2017: Krajská soutěž Vysočiny (5. ligová úroveň v České republice)
- 2017– : Blanenský okresní přebor (5. ligová úroveň v České republice)

Jednotlivé ročníky
Zdroj:
Legenda: ZČ - základní část, červené podbarvení - sestup, zelené podbarvení - postup, fialové podbarvení - reorganizace, změna skupiny či soutěže
| Česko (2008 – ) |                                |           |          |                                       |               |
| Sezóny          | Soutěž                         | Úroveň    | ZČ       | Play-off, nadstavba, sk. o udržení... | Poznámky      |
| 2008/09         | Žďárský okresní přebor         | 5. úroveň | 4. místo |                                       | [ 7 ]         |
| 2009/10         | Žďárský okresní přebor         | 5. úroveň | 2. místo |                                       | Reorganizace  |
| 2010/11         | Žďárský okresní přebor – sk. B | 5. úroveň | 2. místo |                                       | Reorganizace  |
| 2011/12         | Žďárský okresní přebor         | 5. úroveň | 2. místo |                                       | [ 7 ]         |
| 2012/13         | Žďárský okresní přebor         | 5. úroveň | 3. místo |                                       | Změna soutěže |
| 2013/14         | Krajská soutěž Vysočiny        | 5. úroveň | 4. místo | Zápas o 5. místo (výhra)              |               |
| 2014/15         | Krajská soutěž Vysočiny        | 5. úroveň | 3. místo | Zápas o 3. místo (výhra)              |               |
| 2015/16         | Krajská soutěž Vysočiny        | 5. úroveň | 2. místo | Finále                                |               |
| 2016/17         | Krajská soutěž Vysočiny        | 5. úroveň | 4. místo | Zápas o 3. místo (prohra)             | Změna soutěže |
| 2017/18         | Blanenský okresní přebor       | 5. úroveň | 2. místo |                                       |               |
| 2018/19         | Blanenský okresní přebor       | 5. úroveň | 2. místo | Finále                                |               |
| 2019/20         | Blanenský okresní přebor       | 5. úroveň |          |                                       |               |